# منتخب تايلاند تحت 20 سنة لكرة القدم
منتخب تايلاند تحت 20 سنة لكرة القدم (بالتايلندية: ฟุตบอลทีมชาติไทยรุ่นอายุไม่เกิน 20 ปี)‏ هو ممثل تايلاند الرسمي في المنافسات الدولية في كرة القدم في فئة كرة قدم تحت 20 سنة للرجال، يديريه اتحاد تايلاند لكرة القدم.